# برج سیف‌الله
برج سیف‌الله، روستایی از توابع بخش مشکان شهرستان نی‌ریز در استان فارس ایران است.

## جمعیت
این روستا در دهستان مشکان قرار دارد و بر اساس سرشماری مرکز آمار ایران در سال ۱۳۹۵، جمعیت آن ۴۲ نفر (۱۱ خانوار) بوده‌است.